# SpaceTime 3D
SpaceTime è stato un browser web che permetteva di sfogliare in tre dimensioni alcuni dati sul web.
La prima versione beta è stata distribuita il 4 giugno 2007.

## Operazioni supportate
Fra le ricerche con supporto 3D che erano state supportate:
- Ricerca Google
- Ricerca immagini Google
- Ricerca Yahoo!
- Ricerca video YouTube
- Ricerca su eBay
- Amazon.com
- Feed RSS
- Navigazione a schede

## Piattaforme supportate
- Windows 2000
- Windows XP
- Windows Vista
- macOS (nessuna beta pubblica è stata distribuita)
- Linux (nessuna beta pubblica è stata distribuita)

## Requisiti minimi di sistema
- Sistema operativo: Windows 2000, Windows XP o Windows Vista
- Memoria RAM: 512MB
- Scheda grafica: 128MB con accelerazione 3D
- CPU: Pentium 4 2.4 GHz o AMD 2400xp+
- Risoluzione dello schermo: 1280 x 1024
- Colori: 32-Bit True Color
- Velocità di connessione: 768 Kbit/s

Si annunciò che nel 2008 sarebbe stata rilasciata la versione per macOS, cosa che non risulta essere avvenuta.